# Deutsche Badmintonmeisterschaft 2018
Die Deutschen Badmintonmeisterschaften 2018 fanden vom 1. Februar bis zum 4. Februar 2018 in Bielefeld statt. Austragungsort war die Seidensticker Halle. Es war die 66. Auflage der Titelkämpfe.

## Medaillengewinner
| Disziplin    | Gold                                                                             | Silber                                                                      | Bronze                                                                    |
| ------------ | -------------------------------------------------------------------------------- | --------------------------------------------------------------------------- | ------------------------------------------------------------------------- |
| Herreneinzel | Max Weißkirchen (1. BC Beuel)                                                    | Kai Schäfer (SC Union 08 Lüdinghausen)                                      | Lars Schänzler (TV Refrath)                                               |
| Herreneinzel | Max Weißkirchen (1. BC Beuel)                                                    | Kai Schäfer (SC Union 08 Lüdinghausen)                                      | Alexander Roovers (1. BV Mülheim)                                         |
| Dameneinzel  | Luise Heim (1. BC Beuel)                                                         | Yvonne Li (SC Union 08 Lüdinghausen)                                        | Fabienne Deprez (FC Langenfeld)                                           |
| Dameneinzel  | Luise Heim (1. BC Beuel)                                                         | Yvonne Li (SC Union 08 Lüdinghausen)                                        | Katharina Altenbeck (1. BV Mülheim)                                       |
| Herrendoppel | Jones Ralfy Jansen (1. BC Wipperfeld) Josche Zurwonne (SC Union 08 Lüdinghausen) | Peter Käsbauer (1. BC Bischmisheim) Johannes Pistorius (TSV 1906 Freystadt) | Bjarne Geiss (Blau-Weiss Wittorf) Jan Colin Völker (TV Refrath)           |
| Herrendoppel | Jones Ralfy Jansen (1. BC Wipperfeld) Josche Zurwonne (SC Union 08 Lüdinghausen) | Peter Käsbauer (1. BC Bischmisheim) Johannes Pistorius (TSV 1906 Freystadt) | Marvin Seidel (1. BC Bischmisheim) Max Weißkirchen (1. BC Beuel)          |
| Damendoppel  | Isabel Herttrich (1. BC Bischmisheim) Carla Nelte (TV Refrath)                   | Johanna Goliszewski (1. BV Mülheim) Lara Käpplein (1. BV Mülheim)           | Linda Efler (SC Union 08 Lüdinghausen) Olga Konon (1. BC Bischmisheim)    |
| Damendoppel  | Isabel Herttrich (1. BC Bischmisheim) Carla Nelte (TV Refrath)                   | Johanna Goliszewski (1. BV Mülheim) Lara Käpplein (1. BV Mülheim)           | Annabella Jäger (TSV 1906 Freystadt) Julia Kunkel (TSV 1906 Freystadt)    |
| Mixed        | Peter Käsbauer (1. BC Bischmisheim) Olga Konon (1. BC Bischmisheim)              | Nikolaj Persson (TSV Trittau) Kilasu Ostermeyer (TSV Trittau)               | Julian Lohau (1. BV Mülheim) Isabel Herttrich (1. BC Bischmisheim)        |
| Mixed        | Peter Käsbauer (1. BC Bischmisheim) Olga Konon (1. BC Bischmisheim)              | Nikolaj Persson (TSV Trittau) Kilasu Ostermeyer (TSV Trittau)               | Marvin Seidel (1. BC Bischmisheim) Linda Efler (SC Union 08 Lüdinghausen) |

## Herreneinzel
- Steffen Hohenberg – Florian Winniger: 21-19 21-16
- Malte Laibacher – Simon Kramer: 21-11 21-16
- Brian Holtschke – Nils Rogenwieser: 21-18 19-21 21-10
- Niklas Niemczyk – Moritz Predel: 21-10 21-12
- Lennart Konder – Tobias Wadenka: 21-18 7-21 21-19
- Niklas König – Lukas Junker: 21-18 21-18
- Jonas Grün – Marvin Schmidt: 21-14 27-25
- Hannes Gerberich – Saruul Shafiq: 21-17 21-12
- Alois Henke – Aaron Sonnenschein: 10-21 21-12 22-20
- Simon Wang – Niclas Kirchgeßner: 21-14 23-21
- Lukas Resch – Julian Edhofer: 21-18 21-16
- Samuel Hsiao – Alexander Mernke: 21-13 21-9
- Hauke Graalmann – Felix Hammes: 20-22 21-19 21-6
- Kai Waldenberger – Robin Fiedler: 21-14 21-15
- Marco Weese – Tim Porps: 14-21 21-16 21-18
- David Peng – Niklas Kampmeier: 21-10 21-8
- Pasquale Czeckay – Lin-Yu Oei: 18-21 21-9 21-15
- David Kramer – Lennart Notni: 21-14 21-11
- Frank Juchim – Yannick Haag: 21-19 21-19
- Robert Franke – Matthias Deininger: w.o.
- Marcus Bayer – René Rother: 21-13 12-21 21-16
- Lucas Bednorsch – Johann Höflitz: 21-16 21-14
- Christopher Klauer – Toni Krause: 21-12 23-21
- Philipp Discher – Leonard Johnson: 21-12 21-15
- Jonas Scheller – Christopher Straßburger: 21-14 21-12
- Fabian Roth – Steffen Hohenberg: 21-8 21-6
- Malte Laibacher – Brian Holtschke: w.o.
- Max Weißkirchen – Niklas Niemczyk: 21-17 21-12
- Niklas König – Lennart Konder: 21-14 21-18
- Lars Schänzler – Jonas Grün: 21-13 21-8
- Alois Henke – Hannes Gerberich: 11-21 21-5 22-20
- Lukas Resch – Simon Wang: 21-18 24-22
- Samuel Hsiao – Fabian Demtröder: 21-15 21-12
- Kai Waldenberger – Hauke Graalmann: 21-16 21-6
- David Peng – Marco Weese: 21-9 21-10
- David Kramer – Pasquale Czeckay: 21-15 22-20
- Alexander Roovers – Frank Juchim: 21-12 21-13
- Robert Franke – Janik Osthöver: 23-21 21-13
- Lucas Bednorsch – Marcus Bayer: 21-11 21-16
- Christopher Klauer – Philipp Discher: 21-14 21-17
- Kai Schäfer – Jonas Scheller: 21-11 21-9
- Fabian Roth – Malte Laibacher: 21-11 21-16
- Max Weißkirchen – Niklas König: 21-15 21-11
- Lars Schänzler – Alois Henke: 21-9 21-8
- Lukas Resch – Samuel Hsiao: 21-17 10-21 21-13
- David Peng – Kai Waldenberger: 23-21 21-19
- Alexander Roovers – David Kramer: 21-11 21-8
- Lucas Bednorsch – Robert Franke: 21-9 21-3
- Kai Schäfer – Christopher Klauer: 21-10 21-11
- Max Weißkirchen – Fabian Roth: 21-18 17-21 Aufgabe
- Lars Schänzler – Lukas Resch: 21-13 21-11
- Alexander Roovers – David Peng: 21-17 21-16
- Kai Schäfer – Lucas Bednorsch: 21-8 21-7
- Max Weißkirchen – Lars Schänzler: 21-13 21-14
- Kai Schäfer – Alexander Roovers: 21-16 14-21 21-13
- Max Weißkirchen – Kai Schäfer: 22-24 22-20 21-14

## Dameneinzel
- Anna Jörg – Annabella Jäger: w.o.
- Thuc Phuong Nguyen – Julia Resch: 21-15 21-16
- Karina Büser – Charlotte Mund: 21-6 21-11
- Pia Becher – Lea Dingler: 21-19 17-21 23-21
- Janine Büteröwe – Ronja Latz: 21-17 21-17
- Lucie Wagner – Sophie Steffen: 21-12 21-13
- Sarah Bergedick – Lisa Baumgärtner: w.o.
- Hannah Schiwon – Nicole Bartsch: 21-19 21-19
- Verena Beil – Selina Giesler: 17-21 21-17 21-17
- Annalena Diks – Lena Germann: 21-10 21-13
- Leona Michalski – Gesa Thunert: 21-11 21-7
- Monika Weigert – Sara Tintrop: 21-16 21-11
- Fabienne Deprez – Yvonne Bytomski: w.o.
- Anna Jörg – Ann-Katrin Hippchen: w.o.
- Anika Dörr – Thuc Phuong Nguyen: 21-17 21-12
- Julia Kunkel – Karina Büser: 21-11 21-11
- Yvonne Li – Melissa Martens: 21-4 21-4
- Maria Kuse – Pia Becher: 21-17 19-21 21-19
- Ann-Kathrin Spöri – Janine Büteröwe: 21-16 21-4
- Theresa Isenberg – Lucie Wagner: 21-15 21-18
- Vanessa Seele – Sarah Bergedick: 21-10 23-21
- Theresa Wurm – Hannah Schiwon: 21-11 21-15
- Nadine Cordes – Verena Beil: 21-9 21-17
- Katharina Altenbeck – Annalena Diks: 21-15 22-20
- Jasmin Wu – Alisa Rebmann: 21-14 21-15
- Brid Stepper – Leona Michalski: 20-22 21-4 21-10
- Maxi Stelzer – Monika Weigert: 22-20 21-12
- Luise Heim – Pauline Lux: 21-9 21-7
- Fabienne Deprez – Anna Jörg: 21-6 21-8
- Anika Dörr – Julia Kunkel: 21-11 21-18
- Yvonne Li – Maria Kuse: 21-5 21-11
- Ann-Kathrin Spöri – Theresa Isenberg: 15-21 21-11 21-12
- Theresa Wurm – Vanessa Seele: 21-15 21-10
- Katharina Altenbeck – Nadine Cordes: 21-17 21-16
- Brid Stepper – Jasmin Wu: 19-21 21-13 21-13
- Luise Heim – Maxi Stelzer: 21-7 21-11
- Fabienne Deprez – Anika Dörr: 21-14 21-12
- Yvonne Li – Ann-Kathrin Spöri: 21-7 21-16
- Katharina Altenbeck – Theresa Wurm: 21-18 21-15
- Luise Heim – Brid Stepper: 21-10 21-14
- Yvonne Li – Fabienne Deprez: 21-16 16-12 Aufgabe
- Luise Heim – Katharina Altenbeck: 21-12 21-17
- Luise Heim – Yvonne Li: 17-21 23-21 21-6

## Herrendoppel
- Jones Ralfy Jansen / Josche Zurwonne – Lucas Bednorsch / Lucas Gredner: 21-10 19-21 21-14
- Jan Colin Völker / Bjarne Geiss – Daniel Benz / Andreas Heinz: 21-12 21-17
- Johannes Pistorius / Peter Käsbauer – Tim Fischer / Daniel Hess: 21-15 23-21
- Max Weißkirchen / Marvin Seidel – Peter Lang / Nikolaj Persson: 21-12 21-19
- Denis Nyenhuis / Hauke Graalmann – Johannes Grieser / Sebastian Grieser: 22-20 21-9
- Fabian Stoppel / Christian Bald – Johann Höflitz / Moritz Predel: 21-14 21-10
- Saruul Shafiq / Lin-Yu Oei – Sven Falkenrich / Niklas Kampmeier: 27-25 21-15
- Julian Voigt / Patrick Scheiel – Simon Kramer / Simon Merkt: 21-12 21-8
- Max Schwenger / Marc Schwenger – Lukas Junker / Nils Rogenwieser: 21-13 21-13
- Lukas Resch / Niclas Kirchgeßner – Thies Huth / Marvin Schmidt: 21-12 21-12
- Josche Zurwonne / Jones Ralfy Jansen – Brian Holtschke / Malte Wagner: w.o.
- Markus Geisenhofer / Andreas Geisenhofer – Alois Henke / Toni Krause: 17-21 21-15 22-20
- Lucas Gredner / Lucas Bednorsch – Felix Hammes / Christopher Klauer: 18-21 21-16 21-17
- Fabian Stoppel / Christian Bald – David Kramer / Simon Wang: 15-21 21-16 21-17
- Andreas Heinz / Daniel Benz – Pasquale Czeckay / Martin Kretzschmar: 21-14 21-18
- Hendrik Westermeyer / Malte Laibacher – Leonard Heim / Christoph Mangstl: 21-17 21-16
- Jan Colin Völker / Bjarne Geiss – Marco Weese / Florian Winniger: 21-14 21-9
- Mats Hukriede / Finn Torben Glomp – Lin-Yu Oei / Saruul Shafiq: 21-13 21-13
- Daniel Hess / Tim Fischer – Patrick Scheiel / Julian Voigt: 19-21 21-19 21-12
- Alexander Strehse / Daniel Seifert – Steffen Hohenberg / Jonathan Rathke: 21-14 21-11
- Max Schwenger / Marc Schwenger – Yannick Haag / Thomas Kaltenmeier: 21-16 21-14
- Johannes Pistorius / Peter Käsbauer – Frank Juchim / Niklas König: 21-10 21-5
- Niklas Niemczyk / Niclas Lohau – Hauke Graalmann / Denis Nyenhuis: 21-18 21-17
- Nikolaj Persson / Peter Lang – Patrick Schäfers / Oliver Schmidt: 21-13 21-17
- Lukas Resch / Niclas Kirchgeßner – Robert Franke / Jann Raupach: 21-10 21-17
- Max Weißkirchen / Marvin Seidel – Marcus Bayer / Julian Edhofer: 21-14 21-9
- Josche Zurwonne / Jones Ralfy Jansen – Andreas Geisenhofer / Markus Geisenhofer: 21-15 21-14
- Lucas Gredner / Lucas Bednorsch – Christian Bald / Fabian Stoppel: 21-13 18-21 21-14
- Andreas Heinz / Daniel Benz – Malte Laibacher / Hendrik Westermeyer: 21-11 21-19
- Jan Colin Völker / Bjarne Geiss – Finn Torben Glomp / Mats Hukriede: 21-7 21-18
- Daniel Hess / Tim Fischer – Daniel Seifert / Alexander Strehse: 21-15 21-8
- Johannes Pistorius / Peter Käsbauer – Marc Schwenger / Max Schwenger: w.o.
- Nikolaj Persson / Peter Lang – Niclas Lohau / Niklas Niemczyk: 21-12 21-14
- Max Weißkirchen / Marvin Seidel – Niclas Kirchgeßner / Lukas Resch: 21-15 21-9
- Josche Zurwonne / Jones Ralfy Jansen – Bjarne Geiss / Jan Colin Völker: 21-18 23-21
- Johannes Pistorius / Peter Käsbauer – Marvin Seidel / Max Weißkirchen: w.o.
- Josche Zurwonne / Jones Ralfy Jansen – Peter Käsbauer / Johannes Pistorius: 21-15 25-23

## Damendoppel
- Emma Moszczynski / Stine Küspert – Pia Becher / Janice Kaulitzky: 21-15 21-11

- Carla Nelte / Isabel Herttrich – Beke Recht / Alexandra Schmedtje: w.o.
- Thuc Phuong Nguyen / Leona Michalski – Friederike Henze / Sara Tintrop: 21-16 21-12
- Yvonne Bytomski / Katharina Altenbeck – Maria Kuse / Jule Petrikowski: 18-21 21-14 21-19
- Runa Plützer / Paula Kick – Nicole Bartsch / Maxi Stelzer: 21-15 21-11
- Hannah Pohl / Lisa Kaminski – Lea Dingler / Carolin Walkhoff: 21-7 21-12
- Charlotte Mund / Lena Germann – Katja Brosch / Lena Seibert: 21-17 21-19
- Laura Gredner / Nadine Cordes – Annalena Diks / Laura Striewski: 21-17 16-21 21-18
- Julia Kunkel / Annabella Jäger – Linda Hartjes / Jessica Röthel: 21-11 18-21 21-17
- Kilasu Ostermeyer / Jana Olesen – Stine Küspert / Emma Moszczynski: 17-21 21-12 21-11
- Monika Weigert / Vanessa Seele – Eva Janssens / Judith Petrikowski: w.o.
- Anna Jörg / Diana Jansen – Ann-Katrin Hippchen / Aileen Krein: w.o.
- Olga Konon / Linda Efler – Katja Holenz / Alicia Molitor: 21-8 21-7
- Franziska Volkmann / Anika Dörr – Karina Büser / Laura Müller: 21-12 21-10
- Theresa Wurm / Annika Horbach – Jannicka Loetzke / Nadine Rahmel: 21-9 21-6
- Jasmin Wu / Melanie Gräßer – Theresa Isenberg / Brid Stepper: w.o.
- Lara Käpplein / Johanna Goliszewski – Sinah Holtschke / Pauline Lux: 21-13 21-11

- Carla Nelte / Isabel Herttrich – Leona Michalski / Thuc Phuong Nguyen: 21-12 21-6
- Yvonne Bytomski / Katharina Altenbeck – Paula Kick / Runa Plützer: 21-16 21-17
- Hannah Pohl / Lisa Kaminski – Lena Germann / Charlotte Mund: 21-10 21-3
- Julia Kunkel / Annabella Jäger – Nadine Cordes / Laura Gredner: 20-22 21-15 21-11
- Kilasu Ostermeyer / Jana Olesen – Vanessa Seele / Monika Weigert: 21-14 22-20
- Olga Konon / Linda Efler – Diana Jansen / Anna Jörg: 21-5 21-5
- Franziska Volkmann / Anika Dörr – Annika Horbach / Theresa Wurm: 22-20 21-17
- Lara Käpplein / Johanna Goliszewski – Melanie Gräßer / Jasmin Wu: 21-12 21-13

- Carla Nelte / Isabel Herttrich – Katharina Altenbeck / Yvonne Bytomski: 21-5 21-10
- Julia Kunkel / Annabella Jäger – Lisa Kaminski / Hannah Pohl: 21-18 18-21 21-15
- Olga Konon / Linda Efler – Jana Olesen / Kilasu Ostermeyer: 21-9 21-12
- Lara Käpplein / Johanna Goliszewski – Anika Dörr / Franziska Volkmann: 21-16 21-11

- Carla Nelte / Isabel Herttrich – Annabella Jäger / Julia Kunkel: 21-14 21-9
- Lara Käpplein / Johanna Goliszewski – Linda Efler / Olga Konon: 20-22 21-12 21-16
- Carla Nelte / Isabel Herttrich – Johanna Goliszewski / Lara Käpplein: 21-13 21-16

## Mixed
- Christian Bald / Yvonne Bytomski – Lennart Notni / Charlotte Mund: 21-16 21-16
- Lucas Gredner / Laura Gredner – Marcus Bayer / Lena Seibert: 21-18 21-15
- Daniel Hess / Runa Plützer – Alexander Mernke / Pauline Lux: 21-11 21-11
- David Kramer / Monika Weigert – Johann Höflitz / Ronja Latz: 21-16 21-14
- Bjarne Geiss / Emma Moszczynski – Jan Santüns / Melanie Gräßer: 21-11 21-15
- Toni Krause / Maxi Stelzer – Benjamin Wanhoff / Sarah Bergedick: 21-16 21-14
- Niclas Lohau / Jessica Röthel – Hauke Graalmann / Stine Küspert: 21-17 23-21
- Steffen Hohenberg / Katharina Altenbeck – Lin-Yu Oei / Katja Holenz: 21-14 21-12
- Julian Voigt / Maria Kuse – Christopher Klauer / Alicia Molitor: 21-15 12-21 21-9
- Philipp Salow / Sinah Holtschke – Florian Winniger / Vanessa Seele: 21-10 21-14
- Daniel Porath / Nadine Cordes – Lukas Resch / Jule Petrikowski: 21-19 22-20
- Fabian Demtröder / Theresa Isenberg – Hendrik Wiedemeier / Karina Büser: 21-14 22-20
- Marc Schwenger / Julia Kunkel – Moritz Predel / Aileen Krein: 21-18 21-6
- Niclas Kirchgeßner / Paula Kick – Saruul Shafiq / Lea Dingler: 21-19 14-21 21-18
- Aaron Sonnenschein / Leona Michalski – Alois Henke / Nicole Bartsch: 21-14 21-11
- Julian Lohau / Isabel Herttrich – Christian Bald / Yvonne Bytomski: 22-24 21-15 21-13
- Fabian Stoppel / Laura Striewski – Lucas Gredner / Laura Gredner: 21-15 16-21 21-19
- Andreas Heinz / Annika Horbach – Daniel Hess / Runa Plützer: 21-14 21-16
- Max Schwenger / Carla Nelte – Robin Fiedler / Verena Beil: 21-7 21-13
- Tim Fischer / Annalena Diks – David Kramer / Monika Weigert: 21-19 21-16
- Bjarne Geiss / Emma Moszczynski – Tobias Wadenka / Annabella Jäger: 21-14 21-16
- Nikolaj Persson / Kilasu Ostermeyer – Toni Krause / Maxi Stelzer: 21-8 21-6
- Peter Lang / Johanna Goliszewski – Niclas Lohau / Jessica Röthel: 21-15 21-17
- Malte Laibacher / Lisa Kaminski – Steffen Hohenberg / Katharina Altenbeck: 21-14 22-20
- Johannes Pistorius / Lara Käpplein – Julian Voigt / Maria Kuse: 26-24 21-18
- Jan Colin Völker / Theresa Wurm – Philipp Salow / Sinah Holtschke: 19-21 23-21 21-13
- Peter Käsbauer / Olga Konon – Daniel Porath / Nadine Cordes: 21-14 21-14
- Patrick Scheiel / Franziska Volkmann – Fabian Demtröder / Theresa Isenberg: 13-21 21-13 21-19
- Josche Zurwonne / Eva Janssens – Marc Schwenger / Julia Kunkel: 21-12 21-6
- Robert Franke / Jana Olesen – Niclas Kirchgeßner / Paula Kick: 21-17 21-17
- Marvin Seidel / Linda Efler – Aaron Sonnenschein / Leona Michalski: 21-15 21-12
- Julian Lohau / Isabel Herttrich – Andreas Heinz / Annika Horbach: 21-14 22-20
- Nikolaj Persson / Kilasu Ostermeyer – Max Schwenger / Carla Nelte: 21-17 21-18
- Peter Käsbauer / Olga Konon – Malte Laibacher / Lisa Kaminski: 21-17 21-11
- Marvin Seidel / Linda Efler – Josche Zurwonne / Eva Janssens: 21-15 21-13
- Julian Lohau / Isabel Herttrich – Fabian Stoppel / Laura Striewski: 21-15 11-21 21-10
- Andreas Heinz / Annika Horbach – Tim Fischer / Annalena Diks: 22-20 18-21 21-11
- Max Schwenger / Carla Nelte – Bjarne Geiss / Emma Moszczynski: 21-11 17-21 21-12
- Nikolaj Persson / Kilasu Ostermeyer – Peter Lang / Johanna Goliszewski: 21-18 19-21 21-18
- Malte Laibacher / Lisa Kaminski – Johannes Pistorius / Lara Käpplein: 21-16 21-17
- Peter Käsbauer / Olga Konon – Jan Colin Völker / Theresa Wurm: 21-12 21-15
- Josche Zurwonne / Eva Janssens – Patrick Scheiel / Franziska Volkmann: 21-15 19-21 21-13
- Marvin Seidel / Linda Efler – Robert Franke / Jana Olesen: 21-10 21-13
- Nikolaj Persson / Kilasu Ostermeyer – Julian Lohau / Isabel Herttrich: 21-18 21-16
- Peter Käsbauer / Olga Konon – Marvin Seidel / Linda Efler: 13-21 21-18 18-12 Aufgabe
- Peter Käsbauer / Olga Konon – Nikolaj Persson / Kilasu Ostermeyer: 16-21 21-14 21-18